# Kypello Ellados 1984-1985
La Coppa di Grecia 1984-1985 è stata la 43ª edizione del torneo. La competizione è terminata il 22 giugno 1985. Il Larissa ha vinto il trofeo per la prima volta, battendo in finale il PAOK.

## Primo turno
| Squadra 1             | Risultato         | Squadra 2                |
| --------------------- | ----------------- | ------------------------ |
| Florina               | 2 – 1             | Irodotos                 |
| Edessaïkos            | 3 – 1 (dts)       | Nikea                    |
| Larissa               | 8 – 0             | Panaigialeios            |
| Arīs Salonicco        | 9 – 0             | Chalkis                  |
| Apollōn Smyrnīs       | 1 – 0             | Athīnaïkos               |
| Kastoria              | 2 – 0 (dts)       | Alexandroupoli           |
| Aias Salamina         | 0 – 2             | Panachaïkī               |
| Thriamvos             | 1 – 0             | Kerkyra                  |
| Anagennīsī Giannitsa  | 0 – 0 (1 – 3 dtr) | Ethnikos Alexandroupolis |
| Olympiacos            | 5 – 1             | Elassona                 |
| PAOK                  | 3 – 1             | Īraklīs                  |
| Makedonikos           | 2 – 0             | Panaitōlikos             |
| Korinthos             | 2 – 1             | Egaleo                   |
| Kozani                | 4 – 2             | Langada                  |
| Proodeftikī           | 1 – 1 (4 – 2 dtr) | Vyzas                    |
| Diagoras              | 3 – 1             | Panserraïkos             |
| Ethnikos Pireo        | 1 – 2 (dts)       | Panathīnaïkos            |
| Levadeiakos           | 3 – 1             | Skoda Xanthi             |
| Kavala                | 1 – 0 (dts)       | Trikala                  |
| Panīleiakos           | 0 – 3             | Anagennisi Arta          |
| Naoussa               | 2 - 0             | AO Chania                |
| Thiva                 | 6 - 2             | Eordaikos                |
| Neapoli Pireo         | 2 – 1 (dts)       | Polykastro               |
| Pierikos              | 3 – 0             | Nikī Volo                |
| Panelefsiniakos       | 1 – 0             | Ionikos                  |
| Kallithea             | 2 – 1             | GAS Veria                |
| Panarkadikos          | 1 – 0             | Doxa Dramas              |
| Lamia                 | 1 – 0             | AEK Atene                |
| Agrotikos Asteras     | 0 – 1             | Ethnikos Asteras         |
| Odysseas Kordelio     | 3 – 1             | OFI Creta                |
| Iraklis Kavala        | 1 – 4             | Paniōnios                |
| Olympiakos Volos      | 0 – 0 (1 – 0 dtr) | Acharnaïkos              |
| Eolikos Mytilenes     | 3 – 1             | Poseidon Michaniona      |
| PAS Giannina          | 3 – 0             | Almopos Arideas          |
| Kilkisiakos           | 4 – 1             | Aspis Xanthi             |
| Fostiras              | 0 – 0 (5 – 3 dtr) | Atromītos                |
| Charafgiakos Iliopoli | 3 – 1             | Rodos                    |
| Apollōn Kalamarias    | 3 – 1             | Anagennīsī Karditsa      |

## Turno addizionale
| Squadra 1      | Risultato         | Squadra 2                |
| -------------- | ----------------- | ------------------------ |
| Arīs Salonicco | 2 – 0             | Apollōn Smyrnīs          |
| Larissa        | 1 – 0             | Apollōn Kalamarias       |
| Levadeiakos    | 5 – 2 (dts)       | Ethnikos Alexandroupolis |
| Thiva          | 2 – 0             | Charafgiakos Iliopoli    |
| Panarkadikos   | 3 – 0             | Odysseas Kordelio        |
| Naoussa        | 0 – 0 (1 – 4 dtr) | Proodeftikī              |

## Sedicesimi di finale
| Squadra 1        | Totale      | Squadra 2         | Andata | Ritorno |
| ---------------- | ----------- | ----------------- | ------ | ------- |
| Florina          | 0 - 3       | Panachaïkī        | 0 – 1  | 0 - 2   |
| Kilkisiakos      | 1 - 2       | Panarkadikos      | 1 – 0  | 0 - 2   |
| Kallithea        | 2 - 7       | Makedonikos       | 2 – 2  | 0 - 5   |
| Panathīnaïkos    | 9 - 1       | Panelefsiniakos   | 5 – 0  | 4 - 1   |
| Anagennisi Arta  | 1 - 6       | Olympiacos        | 1 – 1  | 0 - 5   |
| PAOK             | 3 - 3 (gfc) | Arīs Salonicco    | 2 – 0  | 1 - 3   |
| Kavala           | 2 - 2 (gfc) | Eolikos Mytilenes | 1 – 0  | 1 - 2   |
| Kozani           | 2 - 1       | Fostiras          | 1 – 0  | 1 - 1   |
| Diagoras         | 3 - 4       | Korinthos         | 2 – 2  | 1 - 2   |
| Larissa          | 8 - 1       | Neapoli Pireo     | 7 – 0  | 1 - 1   |
| Thiva            | 2 - 3       | Proodeftikī       | 1 – 1  | 1 - 2   |
| Edessaïkos       | 1 - 2       | Levadeiakos       | 1 – 0  | 0 - 2   |
| Pierikos         | 2 - 1       | Ethnikos Asteras  | 2 – 0  | 0 - 1   |
| Olympiakos Volos | 2 - 1       | Thriamvos         | 2 – 1  | 0 - 0   |
| Lamia            | 4 - 3       | Kastoria          | 4 – 2  | 0 - 1   |
| Paniōnios        | 3 - 1       | PAS Giannina      | 3 – 1  | 0 - 0   |

## Ottavi di finale
| Squadra 1   | Totale | Squadra 2        | Andata | Ritorno           |
| ----------- | ------ | ---------------- | ------ | ----------------- |
| Pierikos    | 4 - 5  | Olympiakos Volos | 3 – 2  | 1 - 3             |
| Korinthos   | 3 - 3  | Paniōnios        | 2 – 1  | 1 - 2 (3 – 1 dtr) |
| Makedonikos | 3 - 6  | Larissa          | 0 – 2  | 3 - 4             |
| Olympiacos  | 1 - 3  | Panathīnaïkos    | 0 – 1  | 1 - 2             |
| PAOK        | 15 - 1 | Lamia            | 6 – 0  | 9 - 1             |
| Proodeftikī | 6 - 8  | Levadeiakos      | 5 – 4  | 1 - 4             |
| Panachaïkī  | 0 - 2  | Kavala           | 0 – 1  | 0 - 1             |
| Kozani      | 2 - 3  | Panarkadikos     | 1 – 0  | 1 - 3             |

## Quarti di finale
| Squadra 1        | Totale | Squadra 2   | Andata | Ritorno |
| ---------------- | ------ | ----------- | ------ | ------- |
| Panathīnaïkos    | 1 - 0  | Kavala      | 0 – 0  | 1 - 0   |
| Olympiakos Volos | 1 - 6  | PAOK        | 1 – 4  | 0 - 2   |
| Larissa          | 7 - 3  | Korinthos   | 6 – 1  | 1 - 2   |
| Panarkadikos     | 2 - 4  | Levadeiakos | 1 – 0  | 1 - 4   |

## Semifinali
| Squadra 1     | Totale | Squadra 2 | Andata | Ritorno |
| ------------- | ------ | --------- | ------ | ------- |
| Levadeiakos   | 0 - 7  | Larissa   | 0 – 2  | 0 - 5   |
| Panathīnaïkos | 2 - 4  | PAOK      | 2 – 0  | 0 - 4   |

## Finale
| Arbitro: | Makis Germanakos (Atene) |

|                                                |           |               |
| Ziogas 39’ Kmiecik 47’ Ziogas 73’ Valaoras 75’ | Marcatori | 75’ Skartados |